# Ellie Dadd

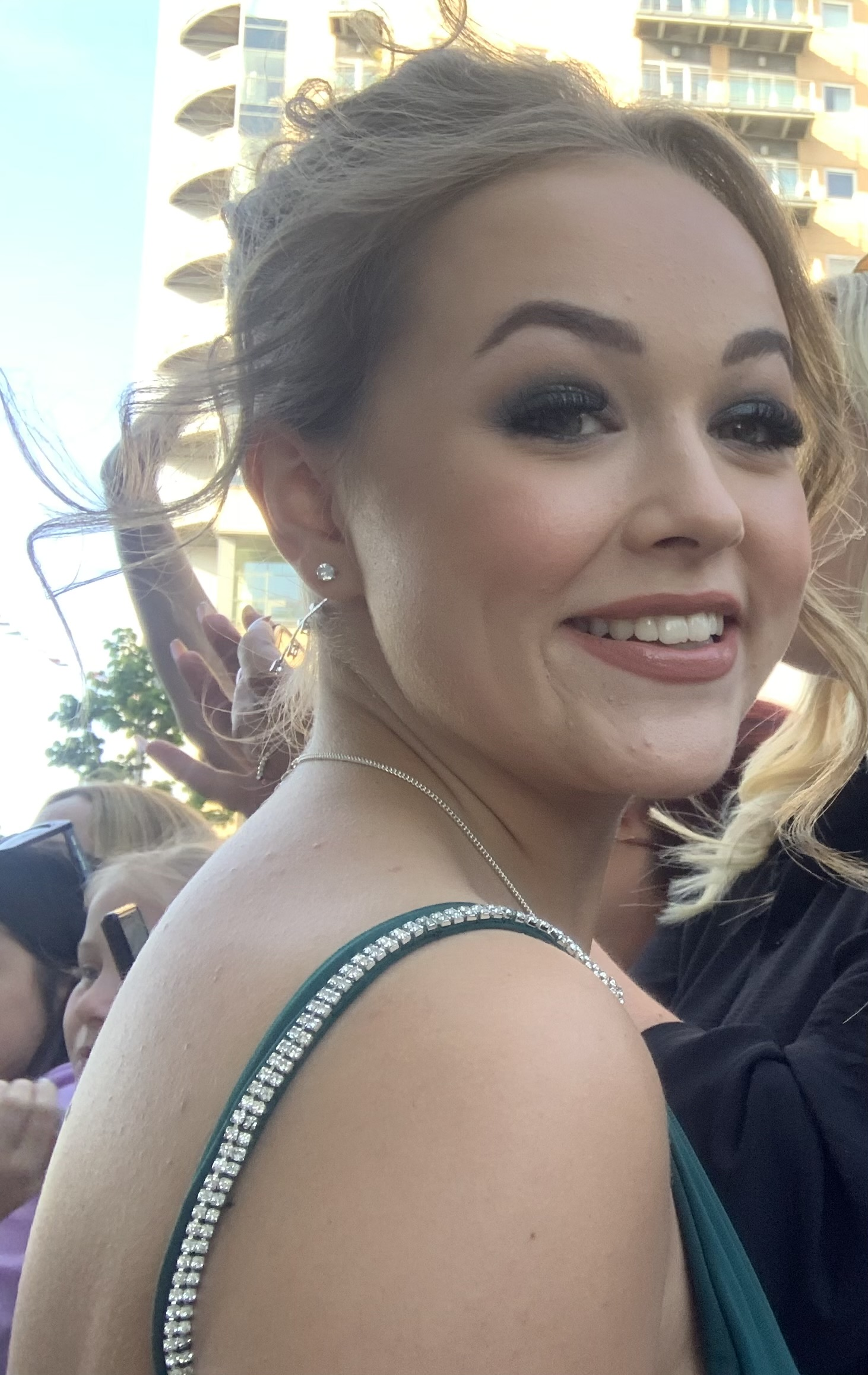
Ellie Dadd

Ellie Charlotte Dadd (* 15. März 2005 in Bromley) ist eine britische Schauspielerin.

## Leben und Karriere
Dadd wurde am 15. März 2005 in Bromley geboren. Bereits in ihrer Kindheit besuchte sie die D&B Academy of Performing Arts. Ihr Debpt gab sie 2013 in dem Kurzfilm Lipstick. 2016 spielte sie die Rolle der Amanda Thripp in Matilda. Anschließend wurde sie 2020 für die Serie Silent Witness gecastet.
Außerdem trat Dadd in einer Folge in Grantchester auf. Seit 2022 ist sie als Amy Mitchell in der Serie EastEnders zu sehen.
Im selben Jahr wurde sie für ihre Rolle bei den I Talk Telly Awards in der Kategorie „Bester Soap-Newcomer“ nominiert.

## Filmografie
- 2013: Lipstick (Kurzfilm)
- 2020: Silent Witness (Fernsehserie)
- 2022: Grantchester (Fernsehserie, 1 Episode)
- seit 2022: EastEnders (Fernsehserie)

## Theater
- 2016: Matilda

## Auszeichnungen

### Nominiert
- 2022: I Talk Telly Awards in der Kategorie „Bester Soap-Newcomer“[5]